# Hadir Ahmad
Hadir Wa’il Imbabi Ahmad, Hadir Wael Imbabi Ahmed (arab. هدير وائل إمبابى أحمد; ur. 27 marca 2002) – egipska zapaśniczka walcząca w stylu wolnym. Brązowa medalistka mistrzostw Afryki w 2024 roku.